# Internationale Filmfestspiele von Cannes 2020
Die 73. Internationalen Filmfestspiele von Cannes sollten ursprünglich vom 12. bis 23. Mai 2020 stattfinden. Aufgrund der COVID-19-Pandemie wurde die Veranstaltung in seiner gewohnten Form letztlich abgesagt. Der Filmmarkt für die Filmschaffenden und Unternehmen fand online statt. Außerdem gab es eine offizielle Selektion und die Filme wurden auf anderen, später im Jahr stattfindenden Festivals wie Toronto, Deauville, Angoulême, San Sebastian, New York, und Busan gespielt.
Präsident der Filmfestspiele war zum siebten Mal Pierre Lescure, während Thierry Frémaux als Generalbevollmächtigter für die künstlerische Leitung verantwortlich war.

## Offizielle Auswahl

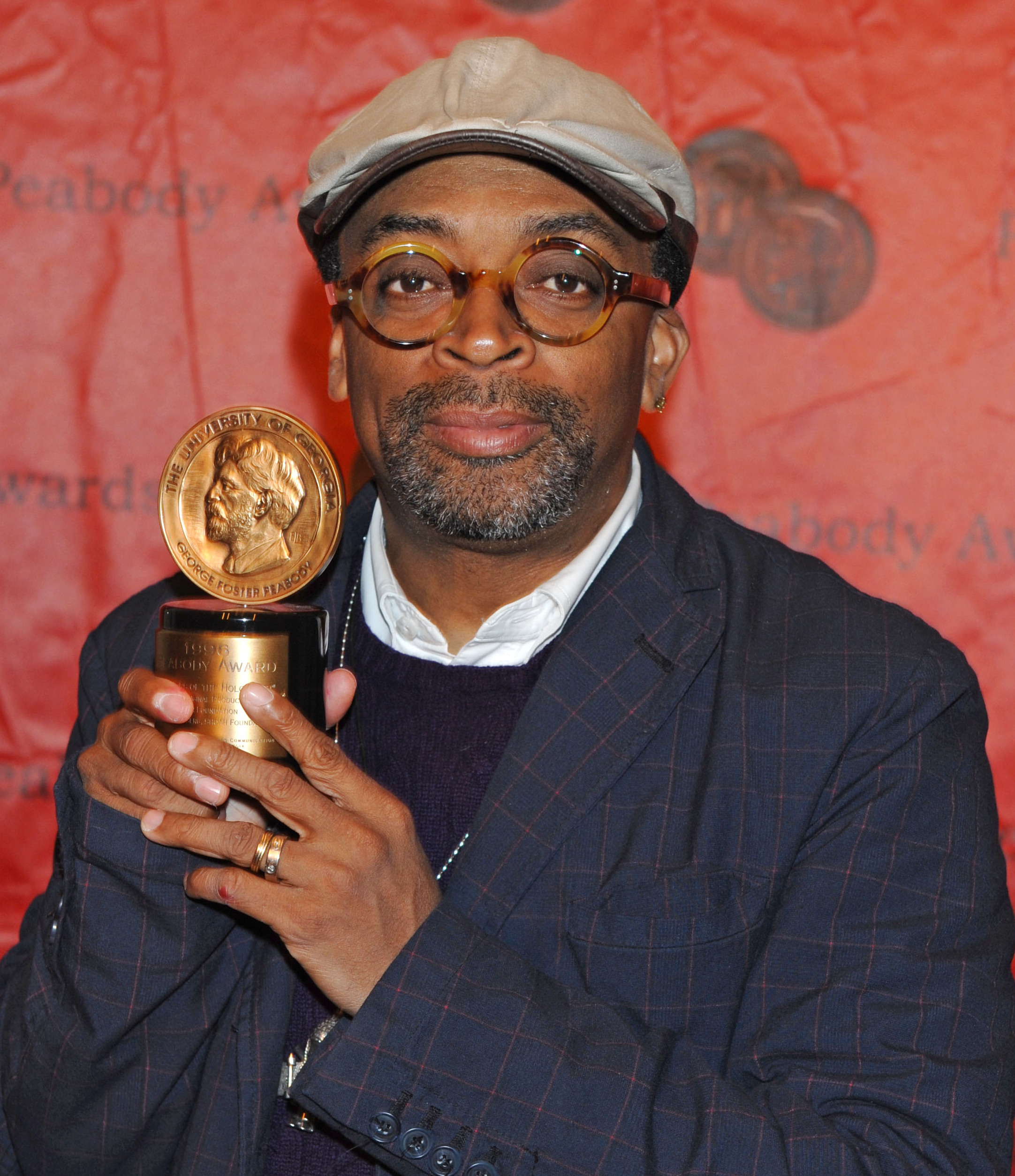
Spike Lee (2011)

Aufgrund der Festivalabsage fand 2020 kein Wettbewerb statt und damit war auch keine Wettbewerbsjury vonnöten. Ursprünglich war Spike Lee als Jurypräsident vorgesehen, der damit als erster afroamerikanischer Künstler diese Aufgabe bei einem der großen Filmfestivals innegehabt hätte. Der Filmregisseur, Drehbuchautor, Filmeditor und -produzent präsentierte sein Spielfilmdebüt Nola Darling beim Festival im Jahr 1986, wo er auch einen Preis gewann. Mit Do the Right Thing (Wettbewerb 1989), Jungle Fever (Teilnahme 1991), Summer of Sam (Teilnahme 1999) und dem Episodenfilm Ten Minutes Older – The Trumpet (Teilnahme 2002) erhielt er weitere Einladungen. Der große Erfolg stellte sich beim Festival 2018 mit der Einladung von BlacKkKlansman ein, der im Wettbewerb um die Goldene Palme konkurrierte und mit dem Großen Preis der Jury die zweitwichtigste Auszeichnung erhielt. Lee gilt als Begründer und Ikone des New Black Cinema sowie als Entdecker und Förderer anderer schwarzer Regisseure und Schauspieler, darunter die späteren Hollywood-Stars Halle Berry und Denzel Washington.
Da die Ausgabe 2020 abgesagt wurde, stand Spike Lee schließlich der Jury bei den Filmfestspielen von Cannes im Jahr 2021 vor. Im Juni 2020 gab die Leitung des Filmfestivals eine offizielle Auswahl von 56 Filmen bekannt. Da das Festival ausgefallen ist, wurden diese zwar nicht in dessen Zuge gezeigt, dürfen allerdings das Siegel „Cannes 2020 Official Selection“ für ihre Filme verwenden.

### Die Treuen
- The French Dispatch von Wes Anderson (USA)
- Été 85 von François Ozon (Frankreich)
- Asa Ga Kuru (True Mothers) von Naomi Kawase (Japan)
- Lovers Rock von Steve McQueen (Großbritannien)
- Mangrove von Steve McQueen (Großbritannien)
- Druk (Another Round) von Thomas Vinterberg (Dänemark)
- DNA (ADN) von Maïwenn (Algerien/Frankreich)
- Last Words von Jonathan Nossiter (USA)
- Heaven: To The Land of Happiness von Im Sang-soo (Südkorea)
- El Olvido Que Seremos (Forgotten we’ll be) von Fernando Trueba (Spanien)
- Peninsula von Yeon Sang-ho (Südkorea)
- In The Dusk von Šarūnas Bartas (Litauen)
- Des hommes (Home Front) von Lucas Belvaux (Belgien)
- The Real Thing von Koji Fukada (Japan)

### Die Newcomer
- Passion Simple von Danielle Arbid (Libanon)
- A Good Man von Marie-Castille Mention-Schaar (Frankreich)
- Les choses qu’on dit, les choses qu’on fait von Emmanuel Mouret (Frankreich)
- Souad von Ayten Amin (Ägypten)
- Limbo von Ben Sharrock (Großbritannien)
- Rouge von Farid Bentoumi (Frankreich)
- Sweat von Magnus von Horn (Schweden)
- Teddy von Ludovic Boukherma, Zoran Boukherma (Frankreich)
- February von Kamen Kalew (Bulgarien)
- Ammonite von Francis Lee (Großbritannien)
- Médecin de nuit von Elie Wajeman (Frankreich)
- Enfant Terrible von Oskar Roehler (Deutschland)
- Nadia, Butterfly von Pascal Plante (Kanada)
- Here We Are von Nir Bergman (Israel)

### Episodenfilm
- Septet: The Story of Hong Kong von Ann Hui, Johnnie To, Tsui Hark, Sammo Hung, Yuen Woo-ping, Patrick Tam

### Erstlingswerke
- Falling von Viggo Mortensen (USA)
- Pleasure von Ninja Thyberg (Schweden)
- Slalom von Charlène Favier (Frankreich)
- Casa De Antiguidades (Memory House) von Joao Paulo Miranda Maria (Brasilien)
- Broken Keys von Jimmy Keyrouz (Libanon)
- Ibrahim von Samir Guesmi (Frankreich)
- Dasazkisi von Dea Kulumbegaschwili (Georgien)
- Frühling in Paris (Seize printemps) von Suzanne Lindon (Frankreich)
- Gagarine von Fanny Liatard, Jeremy Trouilh (Frankreich)
- Vaurien von Peter Dourountzis (Frankreich)
- Garçon chiffon von Nicolas Maury (Frankreich)
- Si le vent tombe (Should the Wind Fall) von Nora Martirossjan (Armenien)
- John and the Hole von Pascual Sisto (USA)
- Striding Into the Wind von Wei Shujun (China)
- The Death Of Cinema And My Father Too von Dani Rosenberg (Israel)

### Dokumentarfilme
- En route pour le milliard (The Billion Road) von Dieudo Hamadi (Demokratische Republik Kongo)
- The Truffle Hunters von Michael Dweck, Gregory Kershaw (USA)
- 9 jours à Raqqa von Xavier de Lauzanne (Frankreich)

### Komödien
- Der doppelte Alfred (Les 2 Alfred) von Bruno Podalydès (Frankreich)
- Mein Liebhaber, der Esel & Ich (Antoinette dans les Cévennes) von Caroline Vignal (Frankreich)
- Ein Triumph (Un triomphe) von Emmanuel Courcol (Frankreich)
- L’origine du monde von Laurent Lafitte (Frankreich)
- Le discours von Laurent Tirard (Frankreich)

### Animationsfilme
- Aya To Majo (Earwig and the Witch) von Gorō Miyazaki (Japan)
- Flee von Jonas Poher Rasmussen (Dänemark)
- Josep von Aurel (Frankreich)
- Soul von Pete Docter (USA)